# Asaccus saffinae
Espèce
Asaccus saffinae est une espèce de geckos de la famille des Phyllodactylidae.

## Répartition
Cette espèce est endémique des monts Saffine en Irak.

## Étymologie
Cette espèce est nommée en référence au lieu de sa découverte, les monts Saffine.

## Publication originale
- Afrasiab & Mohamad, 2009 : A study on cave-dwelling geckos in Iraq, with the description of a new species from Saffine mountain (Reptilia: Gekkonidae). Zoology in the Middle East, vol. 47, p. 49-56 (texte intégral).